# جون هيل (عالم نبات)

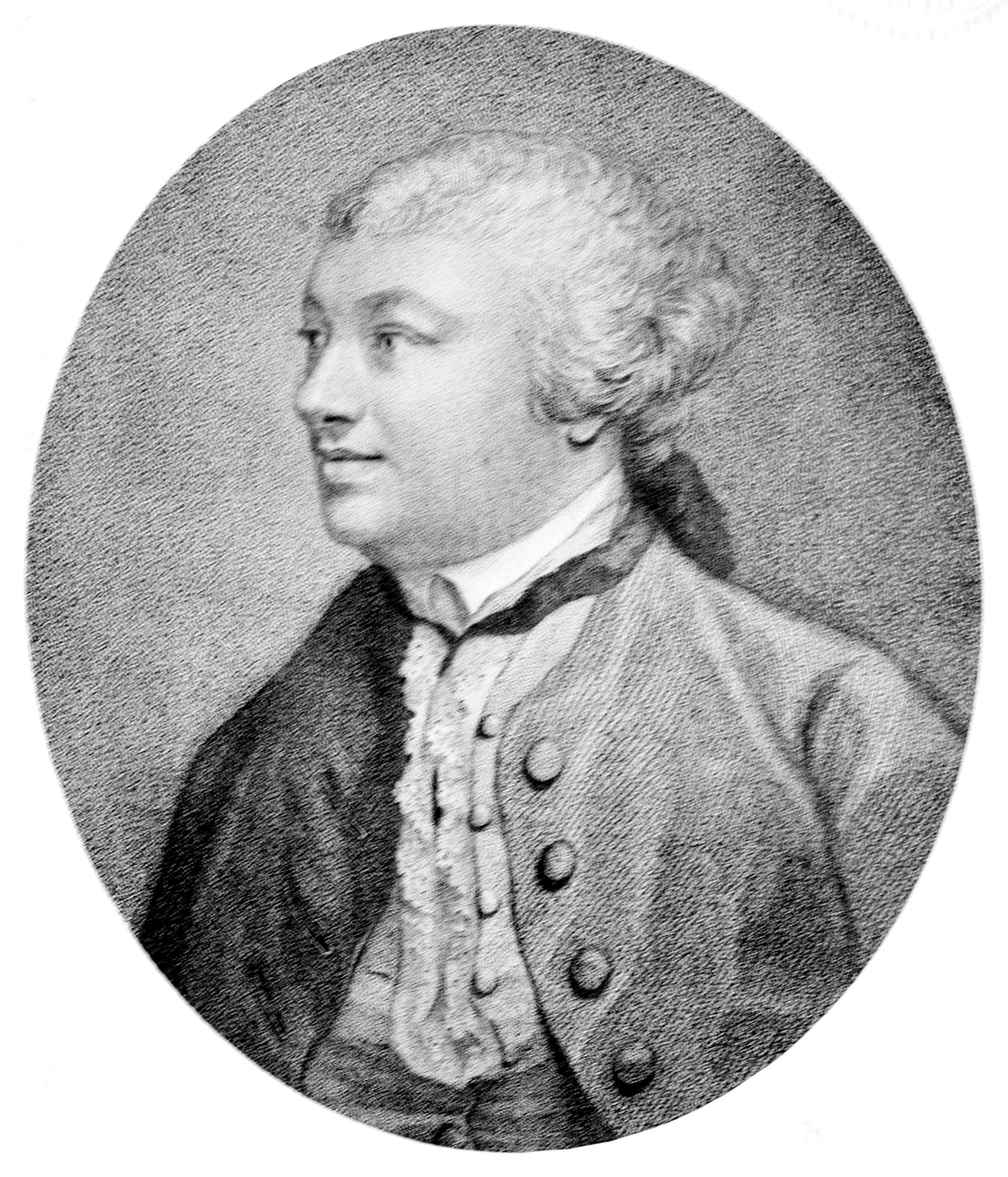
جون هيل

جون هيل (بالإنجليزية: John Hill)‏ هو عالم نبات وكاتب إنكليزي، ولد حوالي عام 1716 وتوفي في 21 نوفمبر 1775.

## روابط خارجية
- جون هيل على موقع الموسوعة البريطانية (الإنجليزية)